# Jim Gordon (músico)
James Beck "Jim" Gordon (14 de julho de 1945 – Vacaville, 13 de março de 2023) foi um músico e compositor americano. Vencedor do Grammy e um dos mais requisitados bateristas de sessão das décadas de 1960 e 1970, trabalhou com diversos artistas de sucesso da época, participando também das bandas Derek and the Dominos, Delaney and Bonnie e do grupo de Little Richard.
Em 1983, Gordon, na época um esquizofrênico não-diagnosticado, assassinou a própria mãe, sendo sentenciado no ano seguinte a dezesseis anos de prisão.

## Morte
Gordon morreu em 13 de março de 2023, aos 77 anos, no California Medical Facility em Vacaville.